# Karaköy
Karaköy (régi nevén Galata) Isztambul Beyoğlu negyedének kereskedelmi városrésze, amely az Aranyszarv-öböl északi részén, a Boszporusz európai partján fekszik. 
Karaköy a város egyik legrégebbi és legnagyobb történelemmel rendelkező kerülete, ma fontos kereskedelmi központ és közlekedési csomópont. A környező városrészekkel a Karaköy térről ágazó utcák kötik össze. Karaköyt a Galata híd köti össze Eminönüvel.
A kereskedelmi negyed, amely eredetileg bankok és biztosítótársaságok székhelye volt a 19. században, ma mechanikai és elektromos alkatrészek beszállítóinak ad otthont.

## Etimológia
A Karaköy szó a "Kara" és "köy" szavak kombinációjából jött létre. A Kara valószínűsíthetően a török Karay szóból ered, amely a Krími karaitákra utal. Valamikor főként a karaiták lakták ezt a városrészt. A modern török nyelvben a „kara” feketét, a „köy” pedig falut jelent.

## Történelme
Karaköy a bizánci idők óta kikötőként funkcionált, amikor még az Aranyszarv-öböl északi partja különálló település volt. 1261-ben a várost visszafoglalták a Konstantinápolyi Latin Császárságtól, a bizánci uralkodó egy védelmi paktum részeként engedélyezte a Genovai Köztársaság kereskedőinek, hogy letelepedjenek és üzleteljenek ezen a területen.
A kerület gyorsan fejlődött és a genovaiak stabil erődítményeket építettek, hogy megvédjék magukat és a raktáraikat. A genovai falak egy része a mai napig fennmaradt, a leglátványosabb ezek közül a Galata-torony, a fal legmagasabb és legerősebb pontja. A 15. században Galata egy olasz város képét mutatta. 

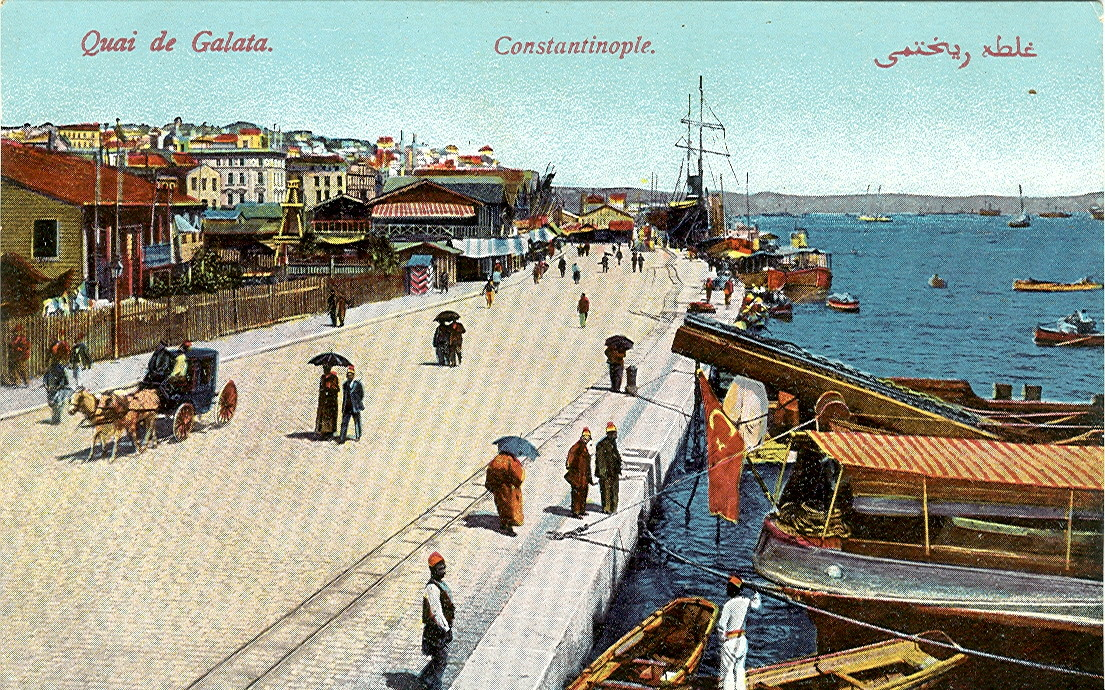
Karaköy rakpartja a 20. század elején

1455-ben Konstantinápoly eleste után a kerületben sokféle lakos élt együtt: átmenetileg itt élő genovaiak, velencei és katalán kereskedők, Ottomán állampolgárságú genovaiak, görögök, örmények és zsidók. A lakosság arculata gyorsan változott és az 1478-as népszámlálás eredménye szerint a lakosság majdnem fele muzulmán volt. 1500-tól egyre több szefárd zsidó telepedett itt le, akik a spanyol inkvizíció elől menekültek. 
A keresztény bevándorlás második hulláma érte el Karaköyt, amikor a Krími háború (1854–1856) idején  brit, francia és olasz erők érkeztek harcolni Isztambulba. A mólók hiánya megnehezítette a csapatok partraszállását és a katonai felszerelés kipakolását. 1879-ben egy francia cég engedélyt kapott arra, hogy kiépítse Karaköy rakpartját, amely 1895-ben készült el.
A 19. század utolsó évtizedében Karaköy banknegyeddé fejlődött. Az Ottomán Bank itt alapította meg a székhelyét, és olasz és osztrák biztosítótársaságok nyitották meg itt fiókjaikat.
A 20. század elején megerősödő kereskedelmi tevékenységgel a kikötőt vám-épületekkel, utasterminálokkal és raktárépületekkel bővítették. Karaköy szintén híressé vált a part menti görög tavernáiról. 
1917 után az orosz forradalom elől menekülő oroszok ezrei érkeztek a térségbe és telepedtek le.

## Közlekedés

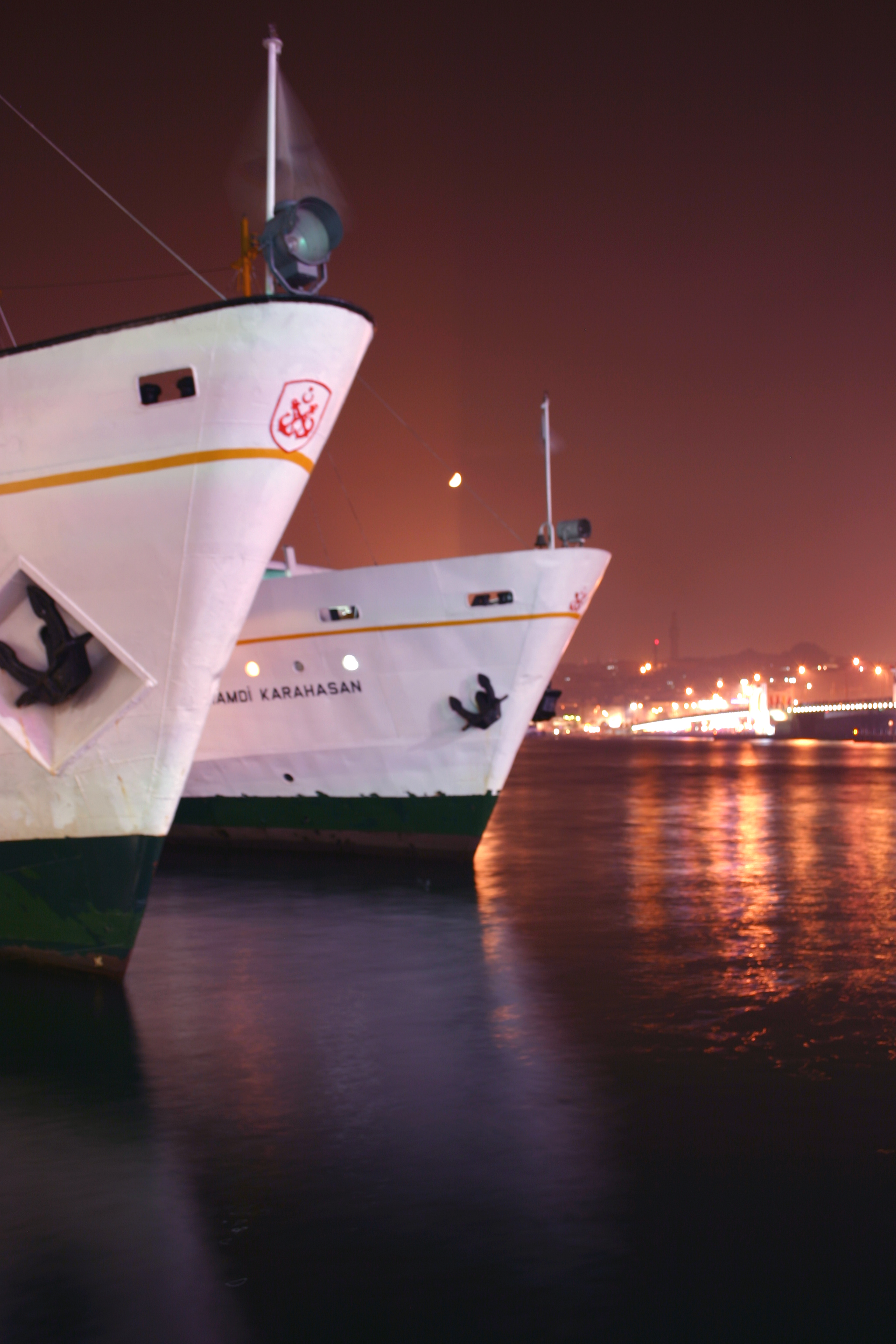
Kompkikötő Karaköy partjain

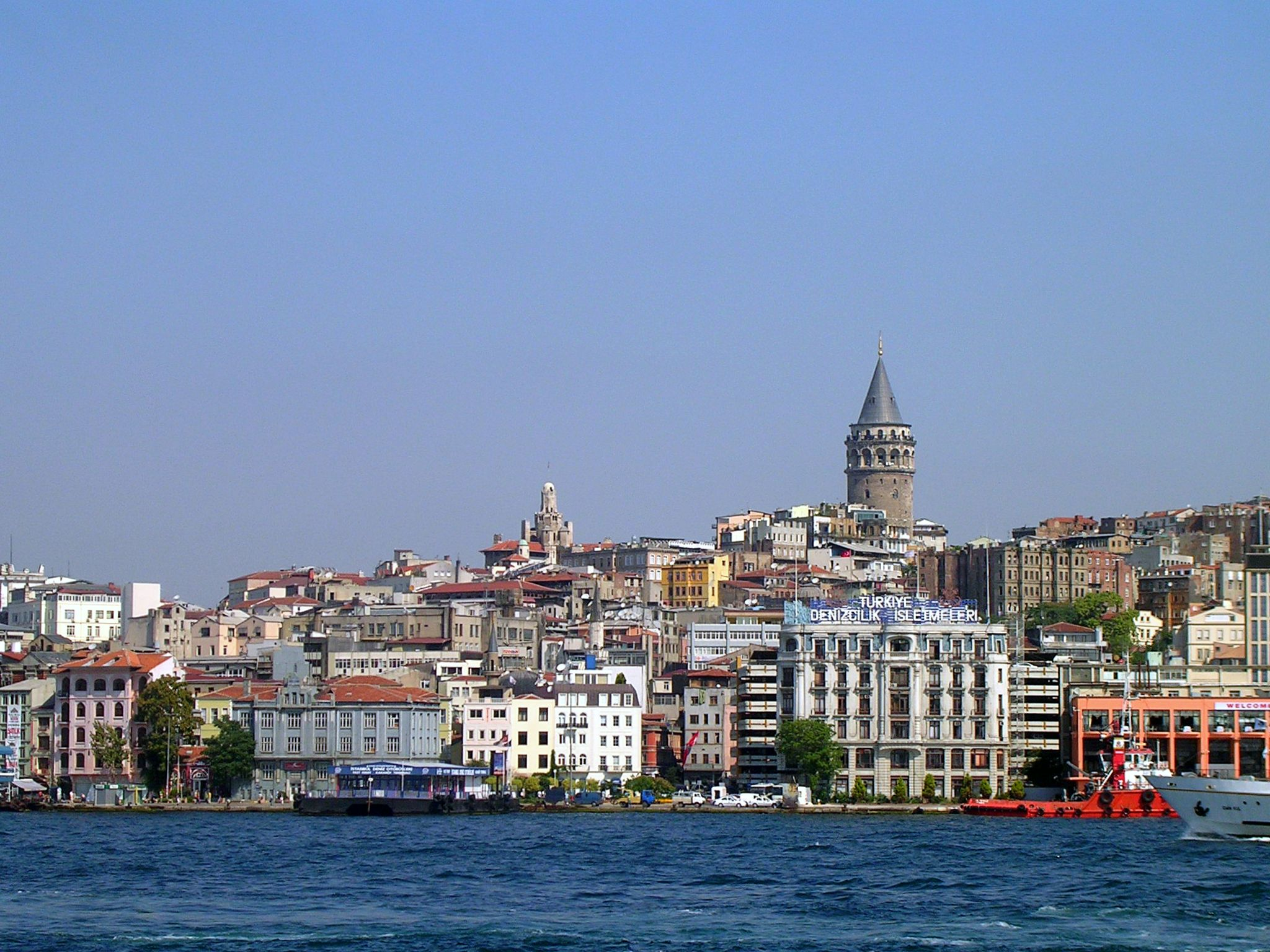
Karaköy látképe a Galata-toronnyal a Boszporuszról

Karaköy ma a városi és nemzetközi utasforgalom fő csomópontja. 
Karaköyt az óvárossal Galata-híd köti össze, ezen fut a gyors Zeytinburnu-Kabataş villamosvonal. A Tünel nevű földalatti siklóvasút ("funicular") 1876 óta szállítja az embereket Karaköyből fel az İstiklal Avenue-ra in Beyoğluben. 10-20 percenként indulnak kompok a Haydarpaşa vasútállomásra és Kadiköybe. 
Karaköy kikötőjéből a kompok olyan fekete-tengeri célpontokra indulnak, mint Odessa, Yalta, Sevastopol, Kherson, Eupatoria és Novorossisk Ukrajnában és  Constanţa Romániában. Hatalmas luxushajók is kikötnek Karaköyben mediterrán körutak során, melyek általában Athént, Dubrovnikot, Rómát és Velencét érintik.

## Kereskedelem
Karaköy, mely évszázadokig jelentős üzleti csomópont volt, a mai napig jelentős kereskedelmi központja Isztambulnak. A Perşembe Pazarı-n (ami szó szerint csütörtöki piacot jelent) a Tersane utca körül  mechanikai alkatrészeket és hardvereket árusítanak. A környező utcákban elektronikai és vízvezeték-szereléssel kapcsolatos cikkeket árusító boltokat találunk. 
Karaköyben rengeteg kis halétterem, vendéglő és kávézó található, melyek híresek tenger gyümölcsei, muhallebi (török puding) és baklava kínálatukról.  
Isztambul piroslámpás negyede is Karaköyben található.

## Látnivalók

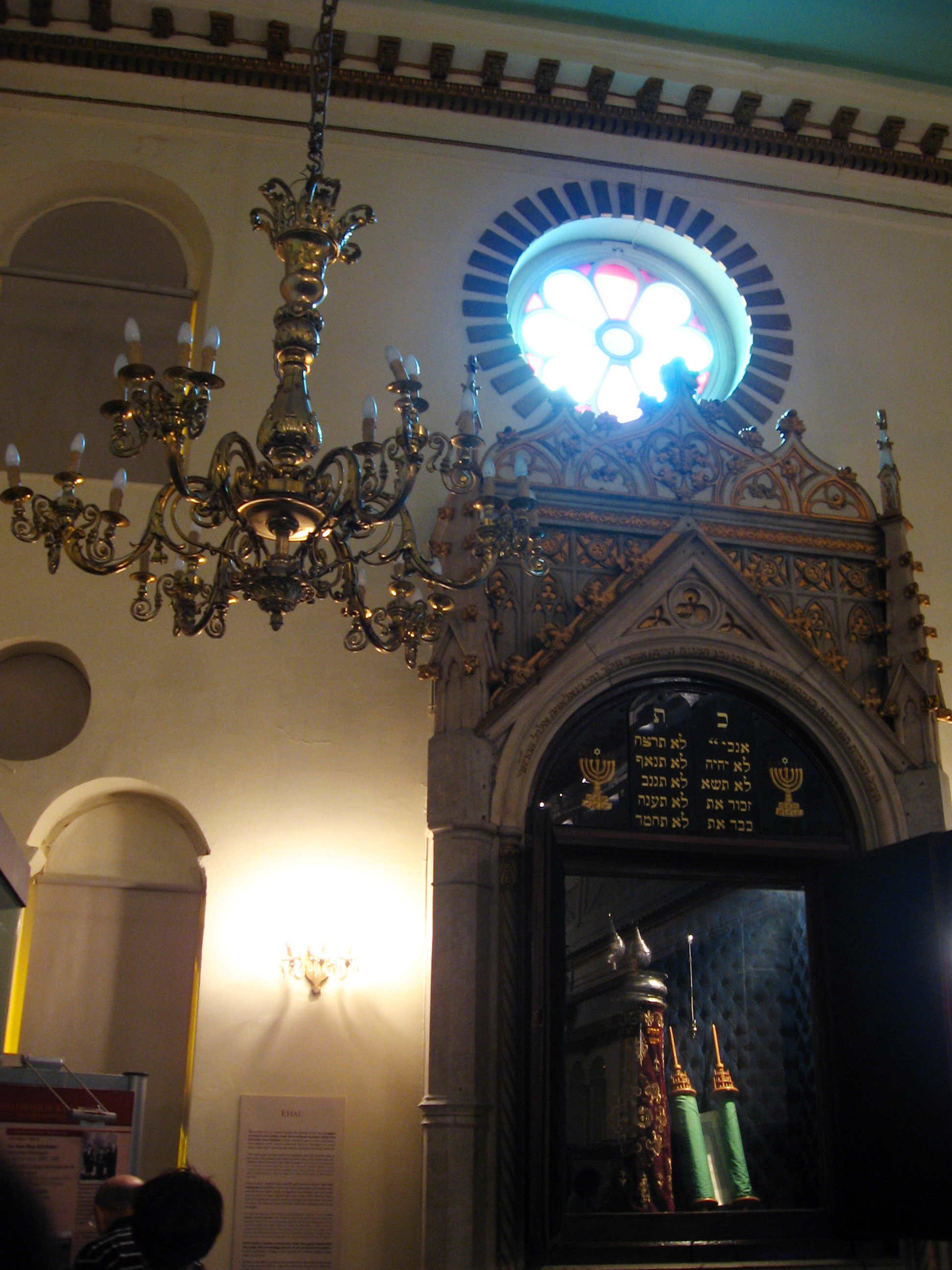
A Zülfaris Zsinagóga ad otthont a Török Zsidó Múzeumnak

A különböző vallási és oktatási intézmények jelenléte, mint a latin-katolikus, görög ortodox, örmény és bolgár templomok, zsinagógák és a görög, zsidó, francia és osztrák iskolák Karaköy kozmopolita karakterét tükrözik .
Az európai közösségek, akik az Ottomán korszak alatt éltek itt gazdag építészeti emlékeket hagytak hátra. 
- Galata-torony
- A barokk stílusban épült Camondo Lépcsőket a gazdag szefárd zsidó bankár Abraham Camondo (1785–1873) adományozta, és a Voyvoda Utcától felfelé a divatos 19. századi környékig vezetnek.[4]

Múzeumok
- Istanbul Modern, Törökország első és egyetlen kortárs művészeti privát múzeuma.[5]
- Ottomán Bank Múzeum
- Török Zsidó Múzeum

Templomok
- Szent Péter és Pál-templom, a dominikánus templomot 1604-ben építették a genovaiak a dominikánus zárda mellett. Két tűzvész után a svájci-olasz építész Gaspare Fossati újította fel 1841–1843-ban.
- A Szent György-templomot 1675 és 1677 között építették ferences rendi szerzetesek, és 1908-ban újították fel az osztrák lazaristák.
- San Michele-templom
- San Francesco-templom
- Santa Anna-templom
- Santa Maria-templom
- San Domenico-templom
- San Zani-templom
- A Surp Sarkis-templom 1360 körül épült, ez a legrégibb örmény templom Isztambulban.
- A Surp Hisus Pırgiç templom, egy 1834-ben épült örmény templom 1850-től a pátriárka székhelyéül szolgált, amíg a pátriárka 1928-ban Beirútba nem költözött.
- Surp Kirkor Lusavoric örmény templom (1965)
- A Saint Benoit-templom és Kolostor a bencések által 1427-ben épített komplexum, amely templom, iskola, kórház és árvaházként is szolgált.
- Galata bolgár katolikus templom, a kis templom a 20. század elején épült a katolikus bolgár közösség kiszolgálására.
- Haghios Nikolaos török ortodox templom
- Haghios Ionnis szír templom

Zsinagógák
- A Neve Shalom zsinagóga
- Tofre Begadim zsinagóga  (Schneider zsinagóga) (ma művészeti galéria)
- Olasz zsinagóga
- Zulfaris zsinagóga, ma Török Zsidó Múzeum
- Az Or Hodeş zsinagógát a lengyel askenázi zsidók építették 1897-ben[3]
- A Yüksek Kaldırım Ashkenazi zsinagógát 1900-ban építette Gabriel Tedeschi építész

Mecsetek
- Az Arap mecset a legrégebbi mecset Isztambulban, egy templomból alakították át, melyet a spanyol hódítás elől menekülő arab bevándorlók használtak.
- Sokullu mecset vagy Azap Kapi mecset
- Yeralti mecset (a Földalatti mecset) a 17. században épült

## Fordítás
Ez a szócikk részben vagy egészben  a   Karaköy című angol Wikipédia-szócikk ezen változatának fordításán alapul.  Az eredeti cikk szerkesztőit annak laptörténete sorolja fel. Ez a jelzés csupán a megfogalmazás eredetét és a szerzői jogokat jelzi, nem szolgál a cikkben szereplő információk forrásmegjelöléseként.